# (853) Nansenia
(853) Nansenia – planetoida z pasa głównego asteroid okrążająca Słońce w ciągu 3 lat i 189 dni w średniej odległości 2,31 au. Została odkryta 2 kwietnia 1916 roku w Obserwatorium Simejiz na górze Koszka na Półwyspie Krymskim przez Siergieja Bielawskiego. Nazwa pochodzi od Fridtjofa Nansena, norweskiego oceanografa i polarnika. Przed nadaniem nazwy planetoida nosiła oznaczenie tymczasowe (853) 1916 S28.